# عبد الله الهديان
عبد الله عبد العزيز الهديان لاعب كرة قدم سعودي ، لعب سابقاً في نادي الشرق.